# کالین چاپمن
کالین چاپمن، (به انگلیسی: Colin Chapman) (زاده ۱۹ مه ۱۹۲۸ - درگذشته ۱۶ دسامبر ۱۹۸۶) کارآفرین، طراح خودرو و مدیر ارشد اجرایی بریتانیایی بود، که در سال ۱۹۵۲ شرکت لوتوس کارز را تأسیس کرد.